# Филоновское сельское поселение (Воронежская область)
Филоновское сельское поселение — муниципальное образование Богучарского района Воронежской области России.
Административный центр — село Филоново.

## Население
| 2005 | 2010  | 2012 | 2013 | 2014 | 2015 | 2016 | 2017 | 2018 |
| ---- | ----- | ---- | ---- | ---- | ---- | ---- | ---- | ---- |
| 1009 | ↘1001 | ↘964 | ↘953 | ↘952 | ↘935 | ↗951 | ↗956 | ↘953 |
| 2019 | 2020  | 2021 |      |      |      |      |      |      |
| ↘928 | ↗936  | ↘890 |      |      |      |      |      |      |

## Населённые пункты
В состав поселения входят:
- село Свобода,
- село Перещепное,
- хутор Тихий Дон,
- село Филоново.